# ハナブサ・リュウ
ハナブサ・リュウ（Hanabusa Lyu、1949年 - ）は、日本の写真家。海外では、Lyu Hanabusa (リュウ・ハナブサ)で活動する。初期の頃は、英 隆（はなぶさ りゅう）の名義で活動していた。妻は小椋三嘉。

## 経歴・人物
1949年、大阪府高槻市に生まれる。7歳のときにカメラを両親から贈られて写真を始める。写真はほぼ独学で学んでいる。ファッションデザインを学んだ後、写真雑誌の編集や写真家のアシスタントを経て、フリーランスの写真家になる。1970年、銀座ニコンサロンでの写真展「もうひとつのなにか」でデビュー。1978年からパリに4年間滞在する。以後、東京とパリで主に活動する。作家とのコラボレーション、映画監督、俳優、アーティストなどのポートレートを発表する。1991年から再びパリに8年間滞在する。ポートレートやファッション、建築や彫刻など芸術作品、豪奢なホテルやフランス料理、風景や旅の写真などの作品を発表する。2008年、長年にわたりパリの観光事業に貢献してきたことが認められ、パリ市観光会議局からプレス功労賞を小椋三嘉とともに受賞する。

## 主な写真展
- もうひとつのなにか （1970年 銀座ニコンサロン）
- 意識の彼方からやってくるもの （1976年 銀座ニコンサロン）
- 日本の若い写真家5人展 （1977年 グラーツ、オーストリア= 参加）
- パリに生きる女たちの肖像 （1980年 銀座ニコンサロン / 1981年 新宿ニコンサロン）
- 創造の時  - au moment de la creation -  （1982年 ツァイト・フォト・サロン）
- KABUKI  - 歌舞伎 -  （1982年 富士フォトサロン）
- アヴィニヨン演劇フェスティバル写真展 （1982年 アヴィニヨン、フランス = 参加）
- KABUKI （1983年 テアトル・ロンポアン、パリ）
- 巴里神話 - PARIS ROMAN - （1983年 ツァイト・フォト・サロン）
- パリ・ニューヨーク・東京 （1985年 つくば写真美術館 '85 = 参加）
- フェミニテ - パリに生きる女たち - （1985年 東京日仏学院ギャラリー）
- 裸体幻想 （1989年 ツァイト・フォト・サロン）
- QUI EST-ELLE ?  - キ・エ・テル? -  （1994年 ツァイト・フォト・サロン）
- femme fatale - ファム・ファタル - （1995年 ツァイト・フォト・サロン）
- QUI EST-ELLE ? Ⅱ - キ・エ・テル? Ⅱ-  （1995年 イル・テンポ）
- BAROQUE （2001年 新宿ニコンサロン / 大阪ニコンサロン）
- PRESENCE (2001年 イル・テンポ)
- MODE - モード写真展 - （2003年 ツァイト・フォト・サロン = 参加）
- MARURU / TAHITI （2003年 イル・テンポ）
- NUDE PORTRAIT+ (2004年 バストレイズ横浜)
- BODY WORK - 肉体作品 - （2006年 パストレイズ丸の内）
- 美の王国 （2007年 銀座 ニコンサロン / 大阪 ニコンサロン）
- パリ・パラス・ホテル（2008年 東京日仏学院ギャラリー）
- アルカション湾 三十六景 (2014年 Hôtel Ville d'Hiver , Arcachon 、フランス = 参加)
- 身体作品 (2015年 銀座 ニコンサロン / 大阪 ニコンサロン)
- パリの肖像 1976-2016 (2016年12月 大阪 ニコンサロン / 2017年1月 銀座 ニコンサロン)
- ル･コルビュジエを追いかけて - Seeking after Le Corbusier -  (2018年10月 ニコンプラザ 新宿 THE GALLERY1+2 / 11月 大阪 THE GALLERY)
- 肖像✦身体 -Portraits✦Bodies- (2022年11月 ニコンプラザ東京 THE GALLERY / ニコンプラザ大阪 THE GALLERY)

## 作品リスト
主な写真集
- KABUKI  (1981年フランス / DOUBLE PAGE - FANCE)
- フェミニテ - パリに生きる101人の女たち -  (1984年 思索社)  - 序文 : 安部公房、 解説 : 谷川俊太郎
- 楽園幻想 タヒチ (1990年 玄光社) - 序文 : 荒俣 宏
- プレザンス - PRESENCE - （1996年 七賢出版） - 解説 : アラン・ジュフロワ  Alain Jouffroy
- BACK  (1996年 新潮社)
- MARURU  (1997年 新潮社)
- LAZY FISH  (1998年 新潮社)
- PARIS PARIS （1998年 新潮社）
- BEDROOM  (1999年 新潮社)
- TAKE OFF YOUR CLOTHES (2001年 ぶんか社)
- パラス - パリの極上ホテル - （2008年 小学館）

その他  ・共著 ・著作
- サーカムナビゲーション （1980年 イザラ書房） - 文：池澤夏樹
- 水中出産 (1983年 集英社)　- 文：コリーヌ・ブレ
- 朝、起きて、君には言うことが何もないなら  -TOKIO FEMINITES-  (1986年 講談社)  - 文：高橋源一郎
- LE YEMEN  (1995年 ACR Edition - France) - 文 : Alain Jouffroy , Michel Bulteau
- シエスタ・昼の夢 - 松本ちえこ写真集 - (1995年4月 ぶんか社)　ISBN 4-821-12066-6
- Uk.asagan  - 永作博美写真集 -  (1997年 ぶんか社)
- COOL - 森口博子写真集 -  (1997年 ぶんか社)
- INNOCENT （1999年 新潮社） - 小説：小池真理子
  - 【改題】 イノセント （2006年 新潮文庫）
- ロォム - 真田広之写真集 － (2000年 七賢出版)
- A (C) LIAR  - 大友康平写真集 -  (2000年  新潮社)
- いとおしい日々（2000年 徳間書店 / 2005年 徳間文庫） - エッセイ：小池真理子
- アラン・デュカス - 進化するシェフの饗宴 - (2005年 新潮社)  - 文：小椋三嘉
- 別冊太陽「ルーヴル美術館」（2005年 平凡社）
- 別冊太陽「パリ オルセー美術館」（2006年 平凡社）
- 別冊太陽「モネ 」 - 光と色の革命児 - (2007年 平凡社)
- 別冊太陽「ルノワール」－色の魔術師 - (2008年 平凡社)
- 美しいヌードを撮る！（2013年 平凡社新書）
- 別冊太陽スペシャル「ル・コルビュジエ」-モダニズム建築の美を追いかけて- (2023年8月 平凡社)